# Blattnikselet
Blattnikselet är en sjö i Sorsele kommun i Lappland. Den är ett sel i Vindelälven och ingår i Umeälvens huvudavrinningsområde. Sjön har en area på 3,12 kvadratkilometer och ligger 329,4 meter över havet. Blattnikselet ligger i Sandseleforsen Natura 2000-område.

## Delavrinningsområde
Blattnikselet ingår i det delavrinningsområde (724990-158341) som SMHI kallar för Utloppet av Blattnikselet. Medelhöjden är 355 meter över havet och ytan är 30,09 kvadratkilometer. Räknas de 409 avrinningsområdena uppströms in blir den ackumulerade arean 6 606,36 kvadratkilometer. Vindelälven som avvattnar avrinningsområdet har biflödesordning 2, vilket innebär att vattnet flödar genom totalt 2 vattendrag innan det når havet efter 280 kilometer. Avrinningsområdet består mestadels av skog (66 procent) och sankmarker (10 procent). Avrinningsområdet har 3,28 kvadratkilometer vattenytor vilket ger det en sjöprocent på 10,9 procent. Bebyggelsen i området täcker en yta av 0,79 kvadratkilometer eller 3 procent av avrinningsområdet.